# Marco Venanzi
Marco Venanzi (Rome, 14 december 1963), is een Belgisch striptekenaar. Hij was de opvolger van André Juillard voor de reeks Roodmasker in de periode 1992-2004. Daarnaast tekent hij vanaf 2010 aan een aantal reeksen van Jacques Martin zoals Alex.

## Carrière
Venanzi maakte zijn debuut in de stripwereld in 1991 als opvolger André Juillard voor de reeks Roodmasker, die verhaalt over een gemaskerde held in het zeventiende-eeuwse Frankrijk. Hij tekende zeven albums tussen 1992 en 2004.
In deze periode deed Venanzi ook andere projecten, zoals een verhaal over abt Edouard Froidure (1899-1971), een overlevende van Dachau, voor Coccinelle BD met Michel Dusart in 1992. In 2002 tekende hij wederom voor Coccinelle BD het verhaal Auriac over het leven van Jezus waarvoor het scenario werd geleverd door Benoît Despas. In 1993 tekende Venanzi het historisch verhaal voor Glénat getiteld La Confrerie des Chevaliers de l'Orge.
Vanaf 2003 ging Venanzi samenwerken met Michel Pierret. Dit resulteerde in een verhaal in twee delen over Miguel de Cervantes getiteld Hidalgos, gepubliceerd in 2003 en 2007. In 2005 volgde een strip over de voetballer Zinédine Zidane op scenario van Alexis Nolent. Bij uitgeverij Casterman werden tussen 2006 en 2013 een aantal strips uitgegeven in opdracht van de liberaal-centrale politieke groepering in het Europese parlement.
In 2008 tekende Venanzi de illustraties voor het album De tempeliers in de educatieve stripreeks De reizen van Tristan. Vanaf 2010 tekende hij ook verhalen in de reeks Alex, te weten Het testament van Caesar (2010), De schaduw van Sarapis (2012) en Het goud van Saturnus (2016). Voor het album in 2010 leverde hij ook het scenario. Mathieu Barthélémy hielp hem met achtergronden en inkleuring.
In 2018 tekende hij De gladiatoren voor de educatieve reeks De reizen van Alex, gevolgd door Helvetia in 2019.
- Bibliothèque nationale de France: cb12945688x (data)
- Gemeinsame Normdatei: 1018675361
- International Standard Name Identifier: 0000 0003 6619 3864
- Nederlandse Thesaurus van Auteursnamen: 091903572
- Système universitaire de documentation: 056960735
- Virtual International Authority File: 232811252